# 来都来了
《来都来了》，是一部喜剧片，导演是刘奋斗，主演是廖凡、范伟、佟丽娅。

## 演出
- 廖凡
- 范伟
- 佟丽娅
- 黄璐
- 乔杉
- 包贝尔
- 杜江

## 制作
《来都来了》由刘奋斗执导，张一白监制，两人曾合作《开往春天的地铁》。片方在天津市、河北省、重庆市、广东省和缅甸取景。

## 上映
《来都来了》将于2024年2月8日在爱奇艺、腾讯、优酷上映。